# Herrn Lublins Laden

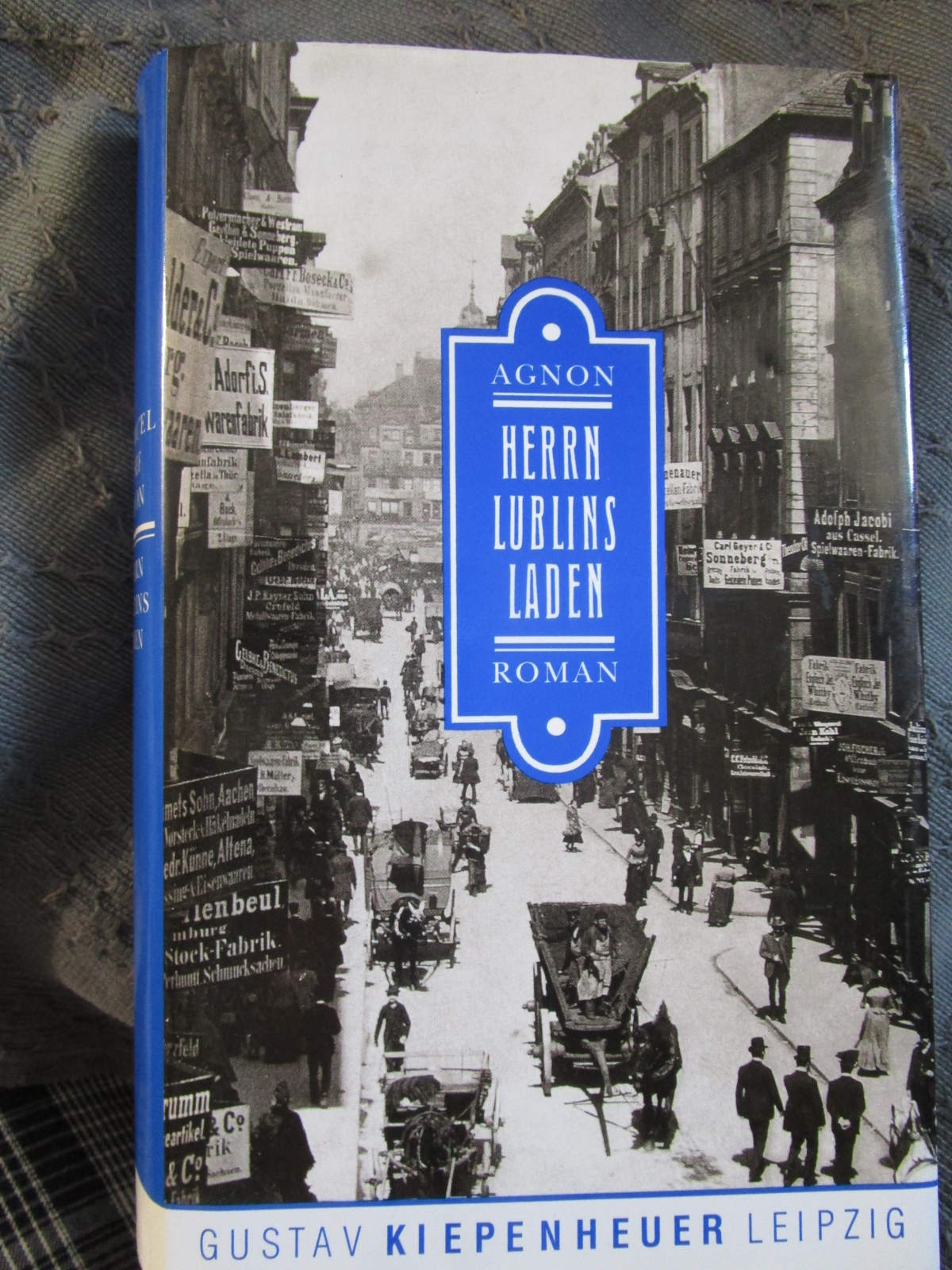
Buchcover Herrn Lublins Laden

Herrn Lublins Laden (hebräisch בחנותו של מר לובלין Be-chanuto schel mar Lublin „Im Laden von Herrn Lublin“) ist ein 1974 auf Hebräisch und 1993 auf Deutsch erschienener Roman des israelischen Autors Samuel Agnon (1887–1970, Literaturnobelpreis 1966). Er beschreibt die Gedankenwelt eines 1915 in Leipzig angekommenen Ich-Erzählers über das Judentum, seine nicht benannte Heimatstadt in Galizien und seine Aufnahme in Leipzig, während er auf die Rückkehr seines Gastgebers Arno (Aharon) Lublin in dessen Laden im Stadtzentrum, im Böttchergäßchen, wartet.

## Gliederung

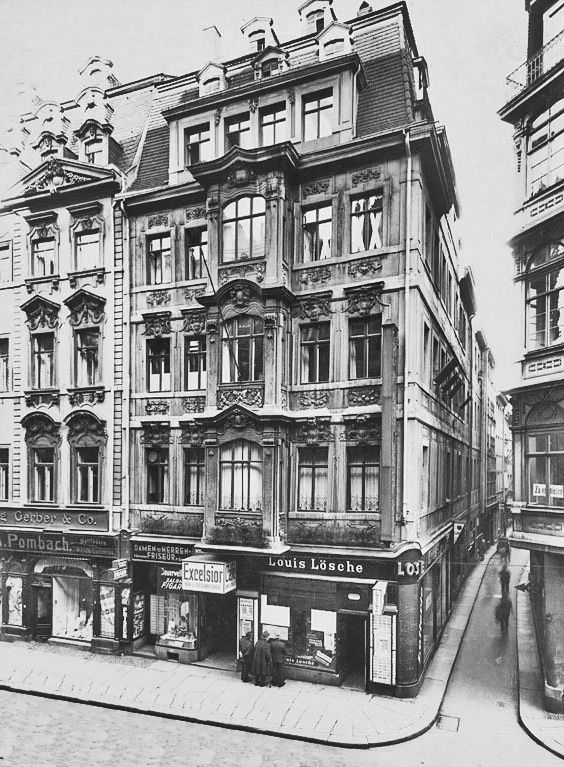
Eingang zum Böttchergäßchen von der Katharinenstraße 1920

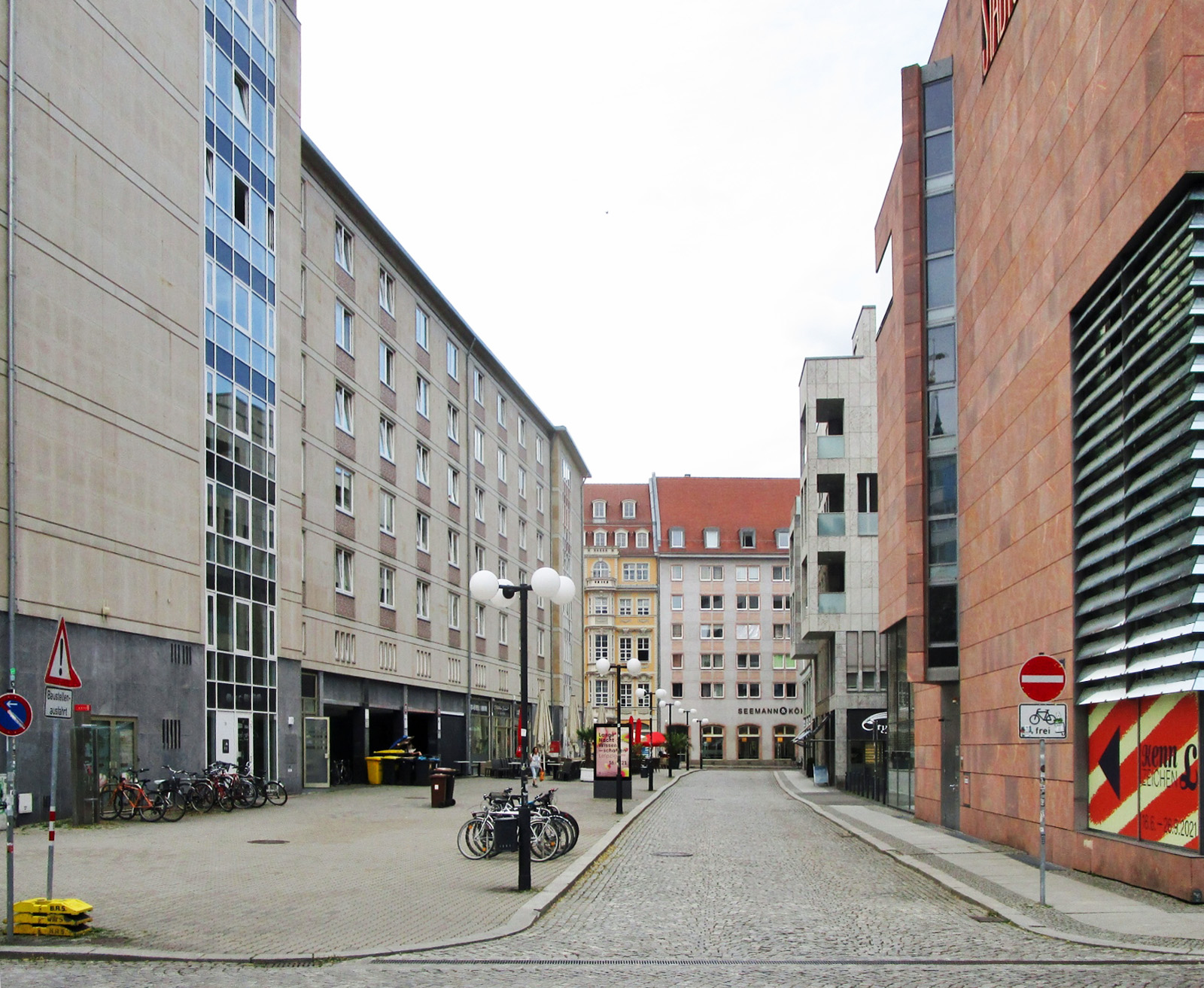
Das Böttchergäßchen, von der Reichsstraße aus gesehen, 2021

Das Buch ist in 8 durchnummerierte Kapitel mit ebenfalls durchnummerierten Unterkapiteln gegliedert. Es hat keine Handlung, sondern folgt dem Gedankenstrom des namenlosen Ich-Erzählers, eines jungen Mannes aus Galizien, der zuletzt in Jaffa gelebt hat und mitten im Ersten Weltkrieg nach Deutschland gekommen ist. Er will in Berlin eine Arbeit über Kleidung schreiben. Das gibt er bald auf und folgt der Anziehungskraft eines berühmten Rabbis sowie der Einladung von Herrn Lublin nach Leipzig.
Im ersten Kapitel lernt man Lublin und seinen Laden durch die Augen des Neuankömmlings kennen. Lublin, der mit 11 von zu Hause weg ist, ist bereits seit den 1870er Jahren in Leipzig.
Im zweiten Kapitel geht es um die Erlangung der Aufenthaltserlaubnis durch Lublins Fürsprache bei dem Beamten Dr. Paul Bötticher im Neuen Rathaus zu Leipzig.
Lublins Laden liegt in einem von Lublin aufgekauften Gebäudekomplex in der Nähe des Marktes, dem Böttcherhof im Böttchergäßchen. Die Häuser sind zu diesem Zeitpunkt über 300 Jahre alt. Ganz entgegen den sonstigen Gepflogenheiten in Leipzig reißt sie der neue Besitzer nicht ab und ersetzt sie nicht durch Neubauten. Er belässt 4 kleine Ladeneigentümer in den von ihren Vätern ererbten Läden, auch wenn sie keine Umsätze haben und keine Miete zahlen.
Im dritten Kapitel werden von diesen kleinen Ladenbesitzern Witzelrode (Antiquitäten) und Götz Weigel (Messerschleifer) und die Geschichte ihrer Familien vorgestellt.
Im vierten Kapitel geht es um den Laden von Jakob Weinwurzel (Lederwaren) und die Geschichte seiner Familie.
Im fünften Kapitel folgt Adam Isbas. Sein Laden ist leer. Vor dem Krieg hat er Spielzeug verkauft. Jetzt verkauft er nichts mehr, da nur noch Kriegsspielzeug gefragt ist, dem sich Adam Isbas verweigert. Zu seinen Kunden zählte Frau Salzmann, eine jüdische Caféhaus-Besitzerin, deren junger Sohn bereits im Krieg gefallen ist.
Im sechsten Kapitel katalogisiert der Ich-Erzähler hebräische Bücher in der sehr gut sortierten Buchhandlung Haus für Orientalische Sprachen in Leipzig und liest in Lublins Laden aus Langeweile den Warenkatalog und das Telefonbuch.
Im siebten Kapitel werden zwei sehr gegensätzliche junge Frauen vorgestellt sowie der Restaurantbesitzer Glückstock und seine Geschichte.
Im achten (und letzten) Kapitel erscheint, in einem Sprung durch Zeit und Raum, Ja'akow Stern, eine Persönlichkeit aus der Heimatstadt des Ich-Erzählers, in Lublins Laden. Statt der gewohnten Zigarre im Mund hat er Staub im Anzug und wird immer grauer.

## Themenkreise

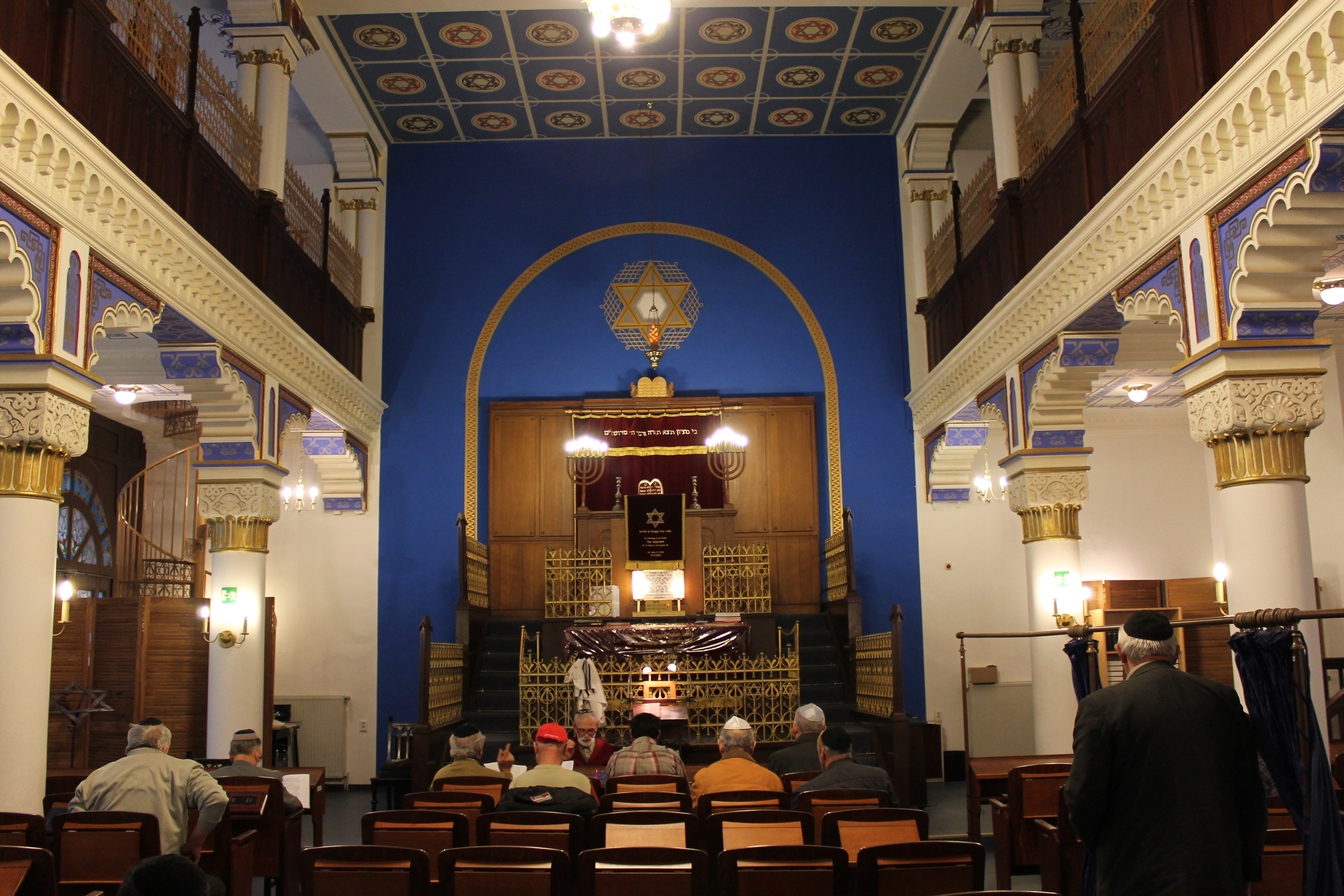
Synagoge von Brody in Leipzig

Leipzig wird als große Stadt in Aschkenas bezeichnet. Letzteres ist in der jüdischen Literatur seit dem Mittelalter der Name für Deutschland. Für die ostjüdischen Migranten aus Galizien (manchmal ist von Polen, manchmal von Österreich, manchmal von Russland die Rede) ist Leipzig zu dieser Zeit eine „Arrival City“ (Doug Saunders). Wie am Beispiel mehrerer Familien gezeigt wird, geht man dorthin, um dem Elend zu entfliehen und weil schon ein Verwandter da ist, der einen aufnehmen kann.

Sowohl das Leipziger Lokalkolorit als Messe- und Handelsstadt als auch die Zusammensetzung der Leipziger Juden wird beschrieben. Drei Richtungen soll es gegeben haben: die Liberalen, die Orthodoxen und die Leute aus Galizien, Polen, Litauen und Rumänien. Es zieht sich durch das Buch, dass die Juden Deutschland im Krieg bedingungsloser unterstützten als die Nichtjuden. So heißt es über den Sohn der Salzmanns: „Aus Liebe zur Heimat zog er in den Krieg hinaus, obwohl er das für den Dienst im Heer erforderliche Alter noch gar nicht erreicht hatte“.

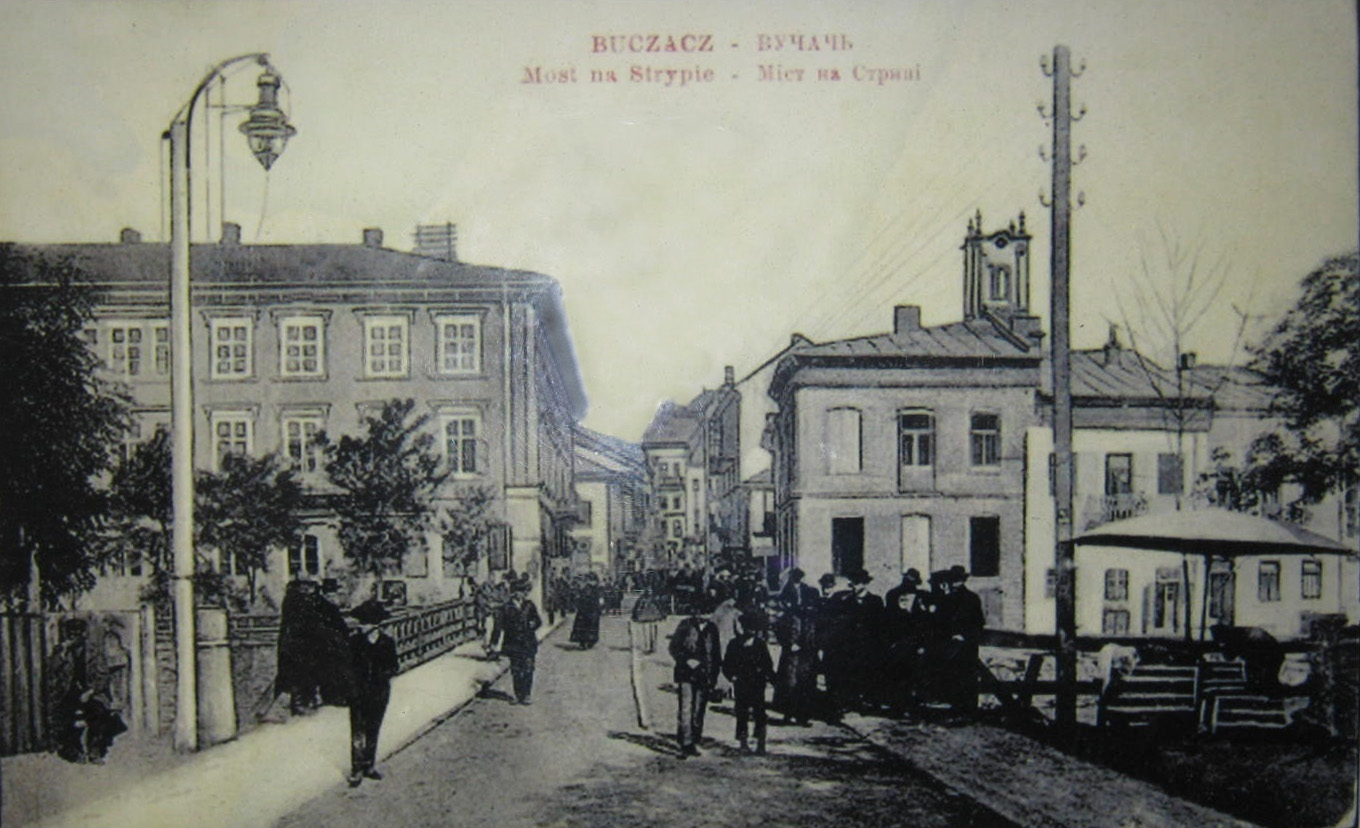
Butschatsch, Agnons Heimatstadt: Die Brücke über die Strypa wird im Roman erwähnt

Durch die Übertreibungen des Patriotismus wird die kritische Haltung des Autors zum Krieg deutlich. Auch der gute Ruf der „Leipziger Ware“ wird zum Anachronismus, denn „jetzt gibt es nur noch Ersatzprodukte“. Die alten Männer sind auf Distanz und scheinen bereits in einer anderen Welt zu leben. „Verglichen habe ich die Läden mit Grüften und ihre Besitzer mit dürren Skeletten“. Der junge Ich-Erzähler, allein in Lublins Laden, hat am Ende des 7. Kapitels die Vision, dass Mauern wachsen und dass er in seine Heimatstadt entrückt wird.

## Stil

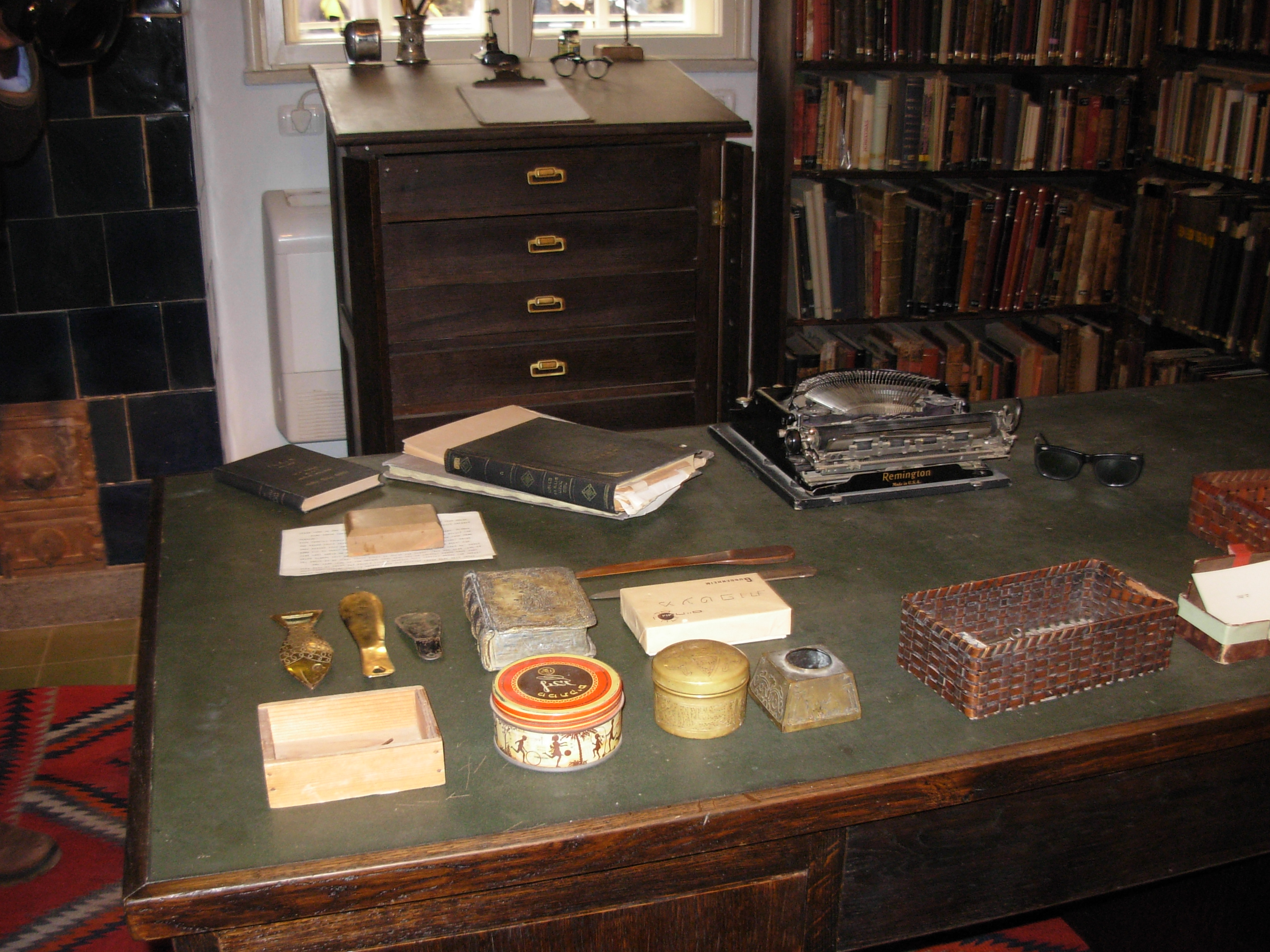
Schreibtisch des Autors, Samuel Agnon

Agnon benutzt in diesem handlungsarmen Werk mit dem Gedankenstrom ein Stilmittel der klassischen Moderne. Die Schreibweise ist nicht realistisch, vielmehr gibt es surreale Elemente. Anachronismen werden betont, Raum und Zeit sind nicht linear. Das Buch hat autobiographische Elemente. Mit dem Wissen um die später kommende Judenvernichtung geschrieben, ist es alles in allem eine erstaunlich freundliche Auseinandersetzung mit Deutschland und der Stadt Leipzig. Selbst wenn man die Erwähnung in Betracht zieht, dass sich der Wohltäter Paul Bötticher später in den Übeltäter Paul de Lagarde gewandelt haben soll.

## Historischer Bezug
Samuel Agnon hat sich von 1915 bis 1924 in Deutschland aufgehalten. In Leipzig gab es zu dieser Zeit eine starke jüdische Gemeinde: „Mitte der 20er Jahre hatte sich die jüdische Gemeinde Leipzigs durch starken Zuzug aus Russland, Polen und Galizien seit 1890 verdreifacht, verkörperte mit nunmehr über 13.000 Mitgliedern eine der größten jüdischen Gemeinden Deutschlands.“ Das heutige Böttchergäßchen (2001 wiedererstanden) liegt 20 Meter weiter südlich als das historische. Es ist belegt, dass „das Areal zwischen Altem Rathaus und Brühl (von baulichen Veränderungen) nahezu unangetastet blieb“, bevor es nach den Zerstörungen des Zweiten Weltkriegs in den Jahren der DDR dem neu angelegten Sachsenplatz weichen musste, der heute nicht mehr existiert und mit dem Museumsquartier Leipzig bebaut ist.